# David Copperfield (film, 1993)
David Copperfield är en fransk-kanadensisk animerad TV-film från 1993 i regi av Don Arioli. Filmen är baserad på Charles Dickens roman med samma titel och rösterna görs av bland andra Sheena Easton och Julian Lennon. 

## Handling
Filmen handlar om David Copperfields betraktelser av livet under hans första trettio levnadsår. Filmen utspelar sig under den industriella revolutionen (1800 - talet). Till skillnad från boken så består många av filmens karaktärer av olika slags djur.

## Om filmen
Julian Lennon framför mycket av musiken som spelas i filmen, och det är även han som gör Copperfields röst.

## Rollista, ett urval
- Sheena Easton - Agnes
- Kelly LeBrock - Clara
- Julian Lennon - David Copperfield
- Howie Mandel - Mealy
- Michael York - Murdstone